# Tipsy

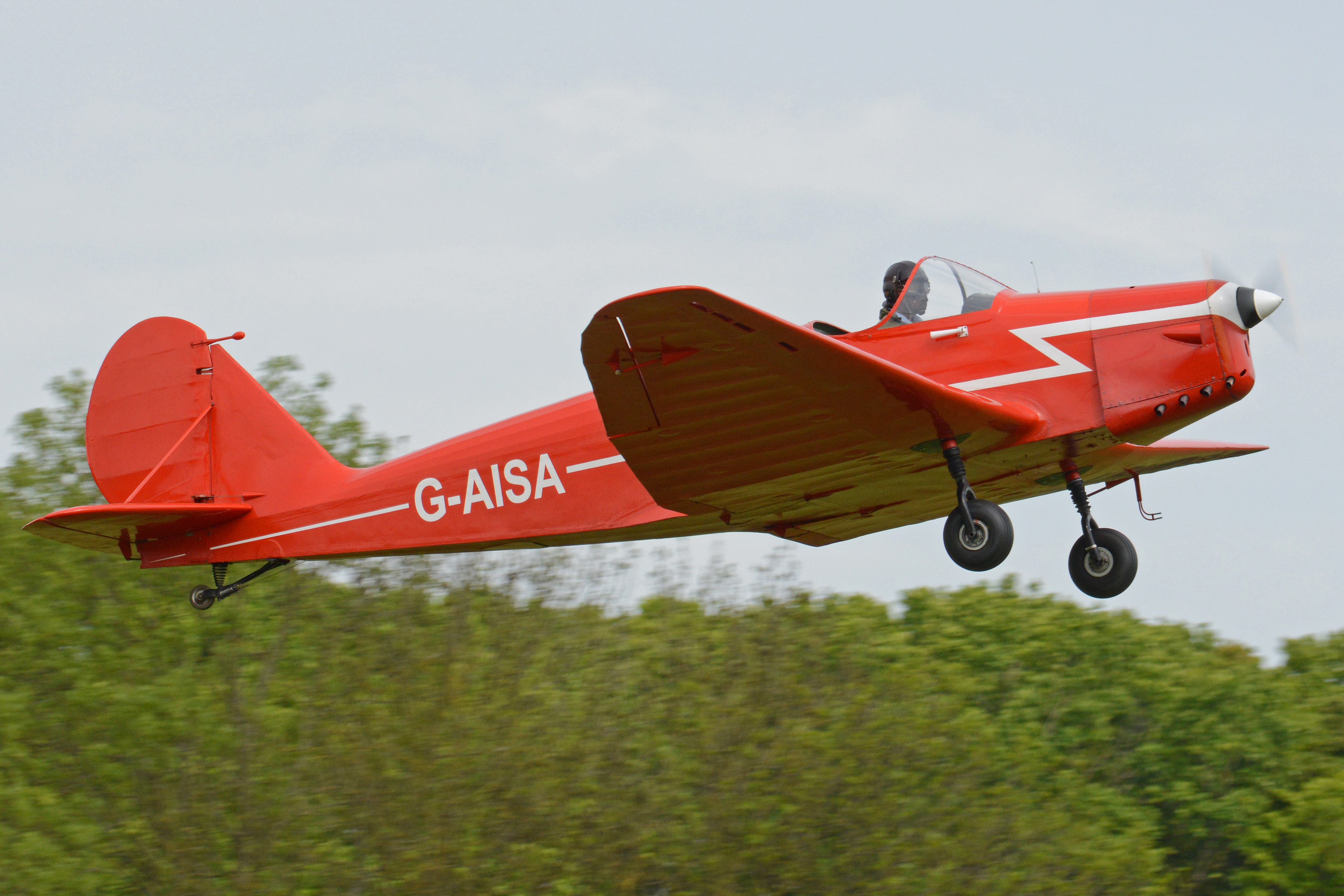
Tipsy B

Avions Tipsy was een Belgische vliegtuigbouwer/-merk van voornamelijk lichte sportvliegtuigjes. Opgericht rond 1935 in Gosselies door Ernest Oscar Tips, directeur van de Belgische vestiging van het Britse Fairey - Avions Fairey - waar ook de Tipsy's werden gebouwd, en soms werden ze ook onder de naam Fairey aangeprezen. Voor de Eerste Wereldoorlog had Ernest Oscar Tips samen met zijn broer Maurice al een vliegtuig gebouwd.
Het eerste vliegtuig, de S of Sport, vloog in 1935. Daaruit kwam de eenpersoons-S2 waarvan er 19 gebouwd werden. Licenties werden verkocht aan Frankrijk, Spanje, Zuid-Afrika en Groot-Brittannië, maar er zijn daar geen exemplaren van gebouwd. Uit de S2 werd een tweepersoonsvariant ontwikkeld, de Tipsy B. Beide konden worden geleverd met open en gesloten cockpit (S2.c en B.c). De Tipsy B werd ook onder licentie in Groot-Brittannië gebouwd door het speciaal opgerichte Tipsy Aircraft. Uiteindelijk werden er in België 21 gebouwd, met het uitbreken van de Tweede Wereldoorlog stopte de productie.
In 1936 werd ook nog de Tipsy M of Fairey Primer ontwikkeld, een trainer die bedoeld was voor de Belgische luchtmacht, maar deze order ging aan Tipsy's neus voorbij.
Na de Tweede Wereldoorlog ontwikkelde de B.c de Belfair. Dit vliegtuig vestigde in 1950 het lange afstandsrecord voor vliegtuigen tot 500 kg met 945 km en nogmaals in 1955 met 2632 km, slechts zes werden er gebouwd, slechts één vliegt nog rond, twee worden er gerestaureerd in het Koninklijk Museum van het Leger en de Krijgsgeschiedenis in Brussel. Daarna volgde de Tipsy Junior, waarvan er twee gemaakt zijn. Als laatste ontwikkelde Tipsy de Nipper, dit vliegtuig kon ook als bouwpakket besteld worden. 59 exemplaren werden gebouwd bij Avions Fairey samen met negentien onafgemaakte exemplaren. Deze werden vervolgens afgebouwd door het in 1961 opgerichte Cobelavia als Nipper Mk.II D-158. In 1966 werden de productierechten verkocht aan het speciaal opgerichte Britse Nipper Aircraft, die nog eens ongeveer veertig exemplaren nieuw bouwde (als Nipper Mark III).

## Vliegtuigtypen
- S of Sport (1935)

Sportvliegtuig, eenpersoons laagdekker, eenmotorig (Douglas Sprite 600cc) propeller. 1 exemplaar
- S2 / S2.c (1936)

Sportvliegtuig, eenpersoons laagdekker, propeller
- B / B.c of Trainer(1937)

Sportvliegtuig, tweepersoons side-by-side laagdekker, propeller
- M (1936)

Sportvliegtuig, eenpersoons laagdekker propeller
- Belfair (1937)

Trainer, tweepersoons laagdekker, propeller
- Junior (1946)

Sportvliegtuig, tweepersoons laagdekker, propeller
- Nipper (1952)

Sportvliegtuig, eenpersoons laagdekker, propeller